# Peter Hope Lumley
Peter Hope Lumley (30 mars 1920 - 11 juin 2004) était un agent de mannequins et un consultant en relations publiques.

## Jeunesse et famille
Peter Lumley est né à Chelsea, à Londres, le 30 mars 1920, de Charles Hope Lumley et de son épouse Kathleen. Il a fait ses études au Ottershaw College, dans le Surrey, puis a étudié l'art et la littérature allemande à l'université de Munich.
Lumley a servi dans le 8e Bataillon, les Buffs, puis dans l'Intelligence Corps, pendant la Seconde Guerre mondiale. Il a refusé d'être commissionné et a été démobilisé en tant que sergent-major. Il a été cité dans les dépêches.
En 1947, Lumley a épousé Priscilla Kincaid-Smith avec qui il a eu un fils et une fille. Après la dissolution de ce mariage, il a épousé Charlotte Warren-Davis en 1965, avec qui il a eu trois filles. Ce mariage s'est également soldé par un divorce.

## Carrière
En 1947, Lumley s'installe comme consultant en relations publiques. Parmi ses premiers clients figurent le designer Hardy Amies, Nicholas ("Miki") Sekers, et le magnat de la chaussure Edward Rayne.
En 1955, Lumley s'est lancé dans l'activité d'agent de mannequins. Parmi les mannequins de ses books figurent Bronwen Pugh (plus tard vicomtesse Astor), Nikki Sievwright et Sally Croker-Poole, qui a épousé l'Aga Khan.